# Sistema de determinació del sexe ZW
El sistema de determinació del sexe ZW és la manera de determinar el sexe de la descendència de les aus, alguns peixos i crustacis, alguns insectes (com les papallones i les arnes), i alguns rèptils com el dragó de Komodo. En el sistema ZW l'òvul determina el sexe dels fills, a diferència dels sistemes de determinació del sexe XY i X0, on és l'espermatozoide el que determina el sexe. Es fan servir les lletres Z i W per a nomenar els cromosomes d'aquest sistema per a distingir-los dels del sistema XY. Els mascles són homogamètics (ZZ), mentre que les femelles són heterogamètiques (ZW). El cromosoma Z és més gran i té més gens, com també ocorre en el cromosoma X en el sistema XY.
En el cas de les aus no se sap si la presència del cromosoma W indueix directament les característiques femenines o si la duplicitat del cromosoma ZZ indueix les masculines. A diferència dels mamífers no s'han descobert aus amb un cromosoma doble W (ZWW) o un sol cromosoma Z (Z0), possiblemente ambdues condicions causen la mort de l'embrió. És possible que la determinació del sexe es produeixi per la intervenció d'ambdòs cromosomes.
En els lepidòpters (papallones i arnes), es troben casos de femelles Z0, ZZW y ZZWW. A la papallona de la seda (Bombyx mori) el cromosoma W conté els gens que determinen el sexe femení.
No hi ha gens compartits entre els cromosomes de ZW de les aus i els XY dels mamífers, cosa que indueix als investigadors a sostenir que els sistemes de determinació del sexe ZW i XY no tenen un origen comú, sinó que els cromosomes sexuals deriven dels autosomes d'un avantpassat comú. L'ornitorrinc té un sistema basat en deu cromosomes, on els cromosomes formen una cadena multivalent en la meiosi masculina, que origina espermatozoides XXXXX i YYYYY, amb cromosomes equivalents als XY en un extrem d'aquesta cadena i cromosomes equivalents als ZW en l'altre extrem.
El 3 de novembre de 2010, un informe científic va comunicar el descobriment d'una femella de Boa constrictor que podia produir descendència sense aparellament i, per tant, a través de la reproducció asexual, tota la seva descendència tenia el cromosoma WW. Aquest resultat es va produir en condicions de laboratori. Pels cromosomes WW que tenia en aquest cas tota la seva descendència tot eren femelles.